# Zoran Grašo
Zoran Grašo je hrvatski bivši košarkaš i košarkaški trener.
Igrao je 1970-ih i početkom 1980-ih. 1990-ih je postao poznat po elitnom restoranu u Splitu. Otac je hrvatskog pjevača Petra Graše.

## Igračka karijera

### Klupska karijera
U karijeri je igrao za splitsku Jugoplastiku. Poznat je i po tome što su on i suigrač Duje Krstulović dali nadimke suigračima.
S Jugoplastikom je igrao u finalu Kupa europskih prvaka 1971./72. godine. U sastavu su još bili Petar Skansi, Rato Tvrdić, Damir Šolman, Zdenko Prug, Mihajlo Manović, Lovre Tvrdić, Dražen Tvrdić, Duje Krstulović, Mirko Grgin, Drago Peterka, Ivo Škarić, Branko Macura, a sastav je vodio Branko Radović.
1972./73. je s Jugoplastikom igrao u finalu Kupa pobjednika kupova. U sastavu su još igrali Rato Tvrdić, Damir Šolman, Mihajlo Manović, Duje Krstulović, Lovre Tvrdić, Zdenko Prug, Dražen Tvrdić, Mirko Grgin, Ivo Škarić, Mlađan Tudor, Branko Macura, a vodio ih je Srđan Kalember.

## Trenerska karijera
Prve polovice 1980-ih vodio je splitsku Jugoplastiku. Trenirao je i KK Borovo. 